# から寿司
から寿司（からずし）とは新潟県新発田市の名物であり伝統料理の寿司である。

## 概要
小魚（子鯛、コハダ、鯵、キスなど）を酢でしめたものにしゃりにおからを使用して握った寿司。
新発田のある魚屋が編み出したとされる。

## その他
新発田藩主にも献上され大変喜ばれたとされ、現在も市内の旅館・料亭にて人気のある一品である。またカロリーを抑えた健康食料理でもあり人気がある。